# Lanza (stacja metra)
Lanza – stacja metra w Mediolanie, na linii M2. Znajduje się na via Giovanni Lanza, w Mediolanie i zlokalizowana jest pomiędzy stacjami Moscova a Cadorna. Została otwarta w 1978.